# Balerne
La Balerne est un petit cours d'eau, affluent du cours supérieur de l'Ain, situé en aval de Champagnole dans le Jura et qui constitue l'exutoire du lac du Fioget.

## Géographie
Le mot Balerne viendrait de la déformation du latin "eremus" signifiant "isolé" qu'on retrouve dans le mot "ermite" qui a donné des formes comme « valerne » ou « balerne/balerme », ce que justifierait le site de la petite reculée qui entame le second plateau de Loulle et Mont-sur-Monnet, à une petite dizaine de kilomètres au sud-ouest de Champagnole, dans la région naturelle de la Combe d'Ain. Le site jurassien typique est fermé par des falaises percées de cavités dont certaines comme la Balme de Balerne permettent la pratique de la spéléologie.
La petite rivière longue de 2,750 km, issue d'une résurgence, prend sa source au fond de la reculée de Balerne sur la commune de Mont-sur-Monnet dans le département du Jura (l'endroit est dénommé « Fontaine des moines »). Elle coule presque entièrement sur le territoire de cette commune jusqu'au Pont de Barrey, sur la route qui relie Champagnole et Ney à Pont-du-Navoy (D471), non loin de sa confluence avec l'Ain. Elle reçoit plusieurs petites sources et résurgences (du lac du Fioget en particulier) ainsi qu'un affluent rive droite, le ruisseau de Drye ou bief de la Reculée de vers Cul, qui la rejoint juste avant le Pont de Barrey - ou l'inverse pour le SANDRE qui considère le Bief de la Reculée comme l'affluent de l'Ain.  Dans la ceinture de rochers qui borne cette reculée, elle renferme l'entrée béante de l'une des plus profondes
Son bassin versant est d'environ 20 km2.
On trouve sur la corniche de la reculée de Balerne une espèce végétale protégée unique dans la région : le daphné camélée qui fleurit au milieu du printemps (fin avril en 2007).

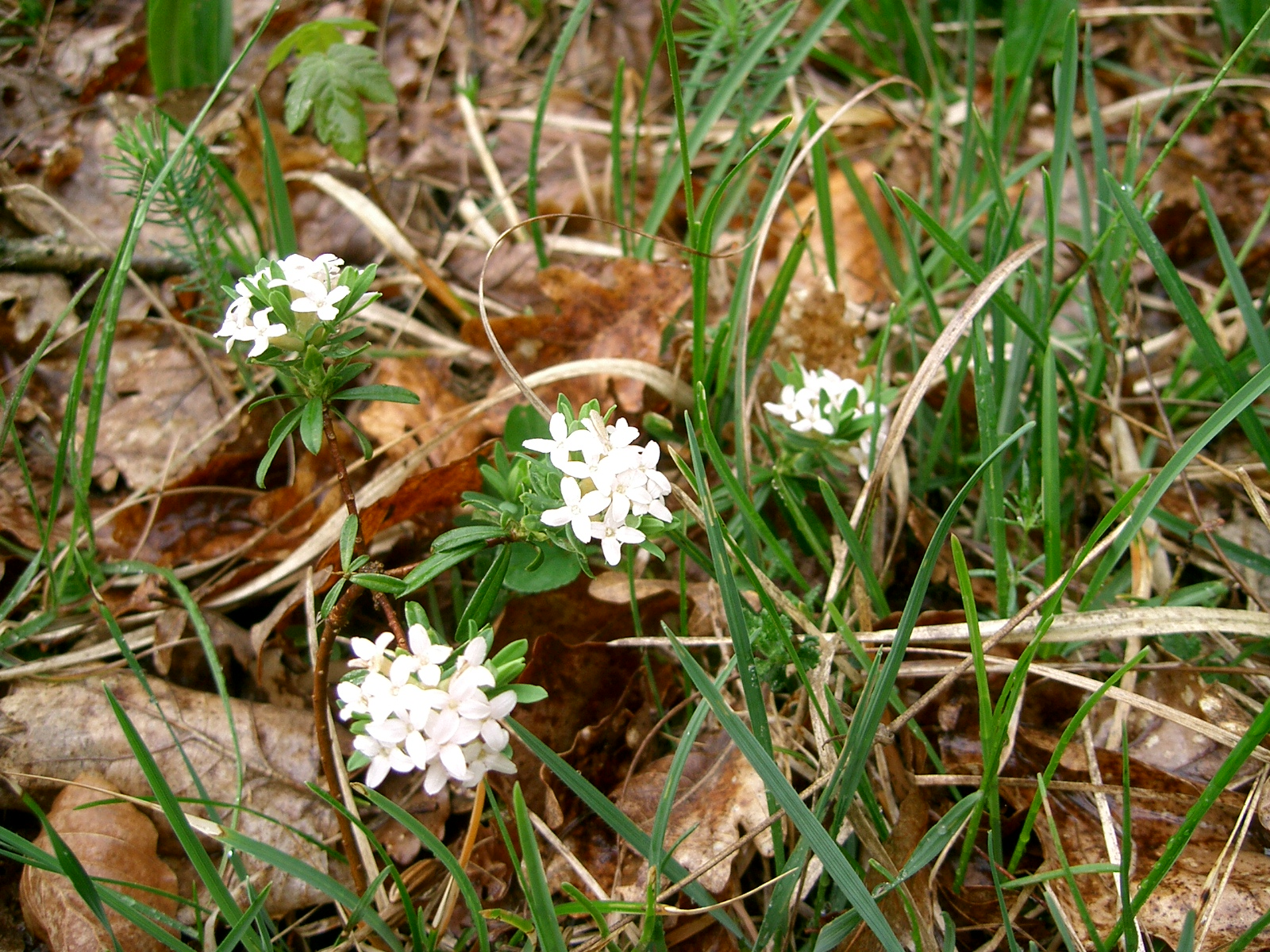
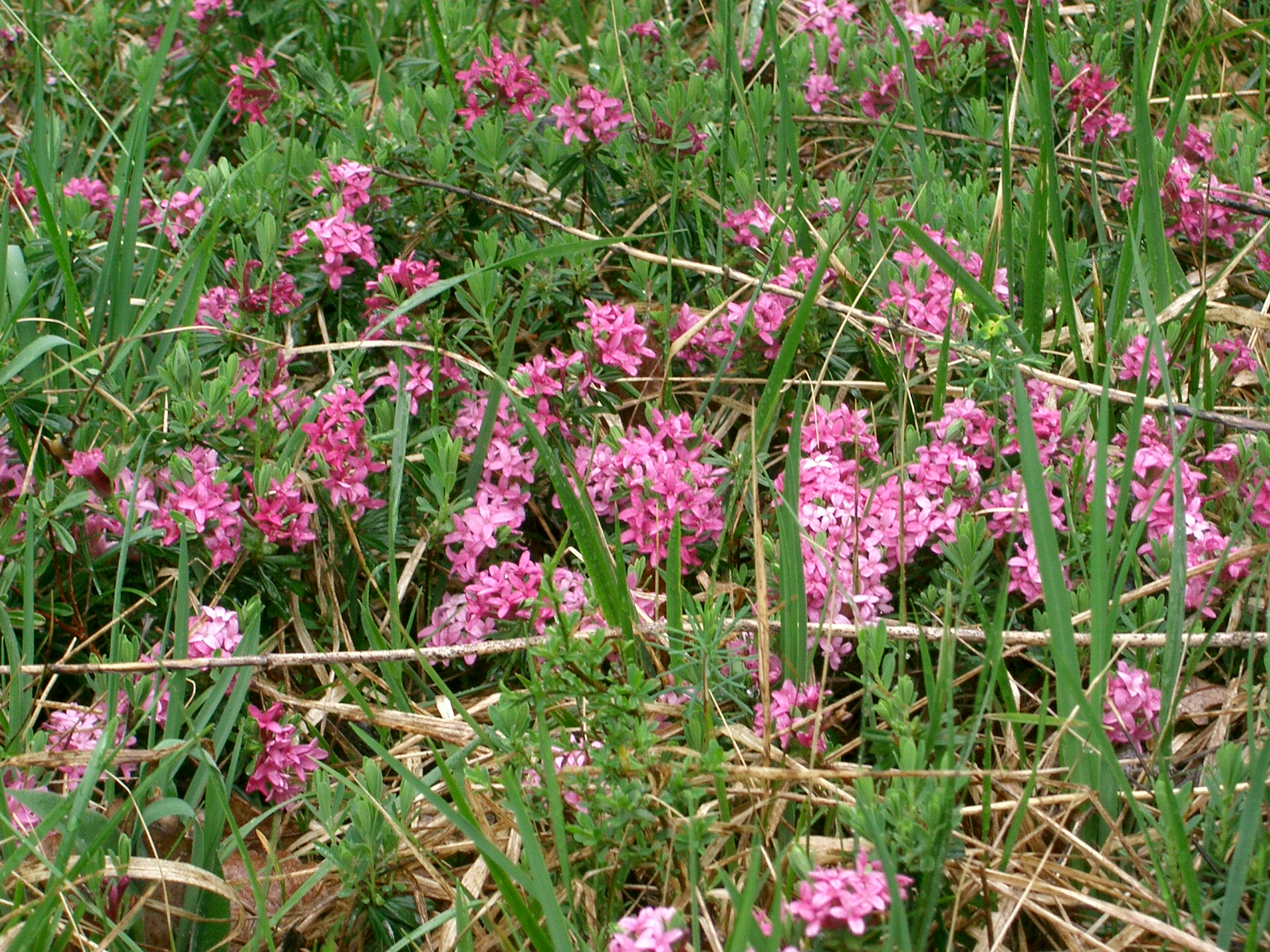

## ZNIEFF
Les communes de Mont-sur-Monnet et Loulle abritent une ZNIEFF, la reculée et grotte de Balerne.
« L'intérêt de cette reculée provient notamment de la diversité des milieux forestiers inscrits dans le contexte topographique accidenté des versants. En particulier, l'ambiance hygrosciaphile
des pentes d'ubac (exposées du nord-est au nord-ouest) est propice au développement d'érablaies à scolopendre sur éboulis grossiers (habitat d'intérêt communautaire).

Les falaises calcaires hébergent, dans leurs fissures, des plantes pionnières (chasmophytes) soumises à des conditions écologiques sévères. De plus, le faucon pèlerin niche dans les anfractuosités de ces parois escarpées, ce qui leur confère un intérêt faunistique majeur ». 

Toutefois, le principal intérêt de cette zone est lié à la grotte de la Balerne, située au fond de la reculée, avec son entrée à mi-falaise et facilement accessible par un sentier. Vestige paléontologique attestant de la présence de l'ours des cavernes au Quaternaire, cette petite cavité accueille de petites populations de 15-20 individu de chauves-souris (sept espèces inventoriées, surtout durant la période hivernale).

## Aménagements
Un établissement de pisciculture a été aménagé au lieu-dit "le Pont de Pierre".

## Abbaye de Balerne

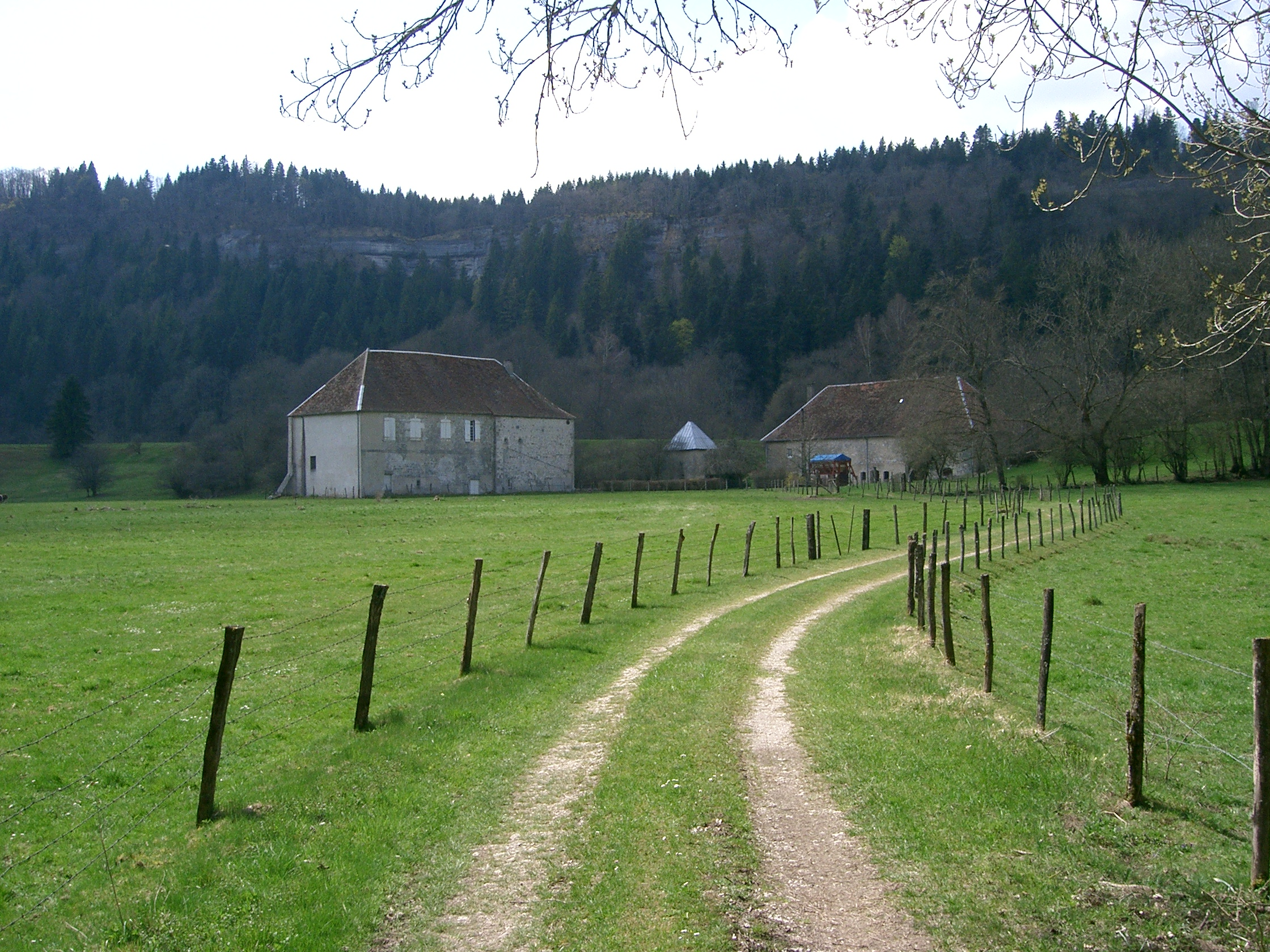
Bâtiments actuels à l'emplacement de l'ancienne abbaye de Balerne

C'est la situation isolée dans un reculée jurassienne qui a déterminé l'implantation religieuse au tout début du XIIe siècle de la première abbaye de Balerne fondée par des moines bénédictins venus de la vallée d'Aups en Savoie en 1094, essaimés eux-mêmes de l'abbaye de Molesmes dont Saint-Robert fonda l'abbaye de Cîteaux en 1098. Balerne sera rattachée par la suite à l'ordre des cisterciens en 1136.
L'abbaye de Balerne en décadence au XVIIIe siècle ne comptait plus que cinq ou six religieux au moment de la Révolution qui fit disparaître l'institution. Il ne reste rien des différents édifices : l'abbaye et ses terres ont été vendues comme bien national en 1793. Les lieux sont aujourd'hui occupés par un bâtiment agricole et une maison d'habitation.

## Photographies

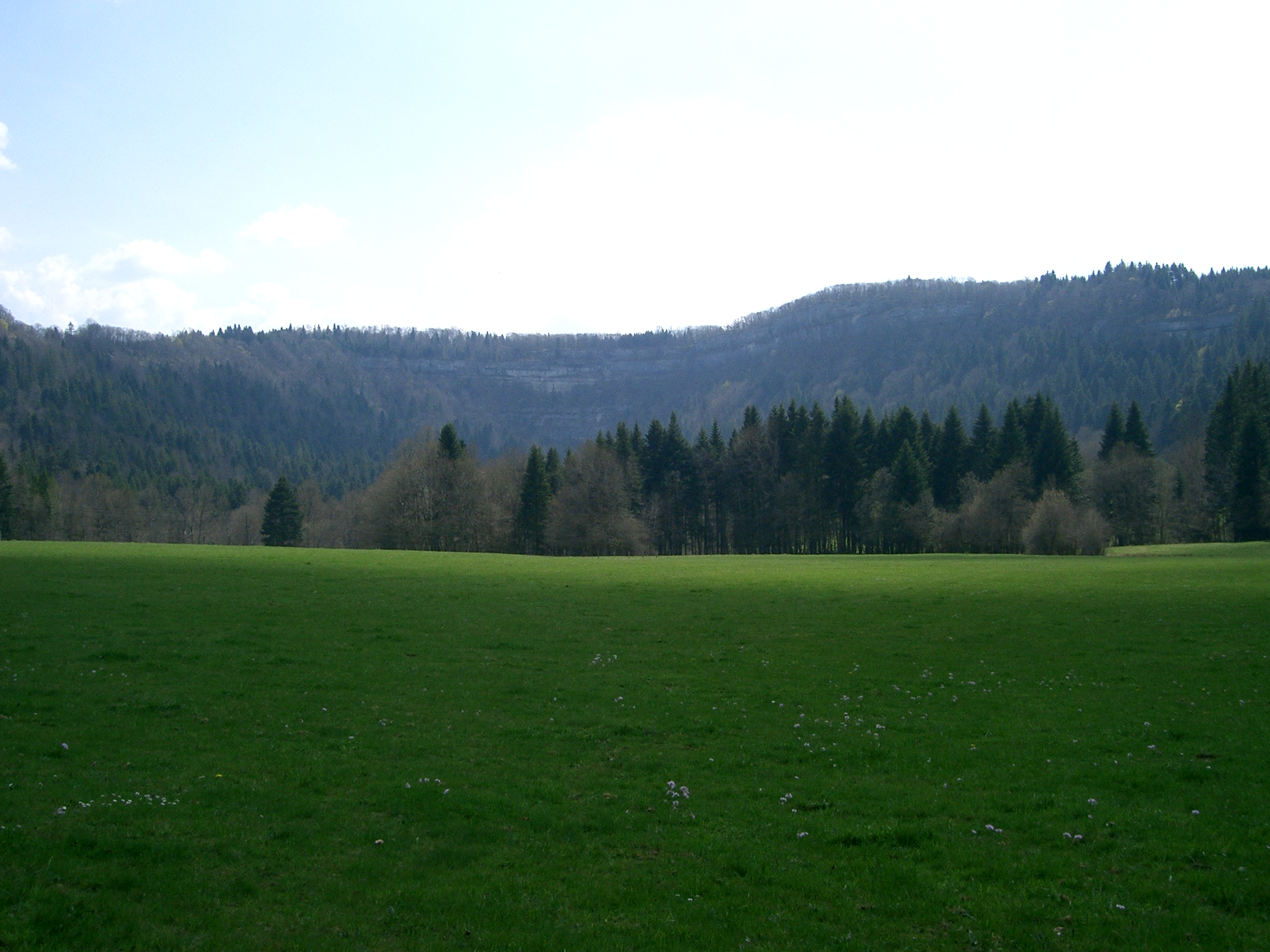
La reculée de Balerne.
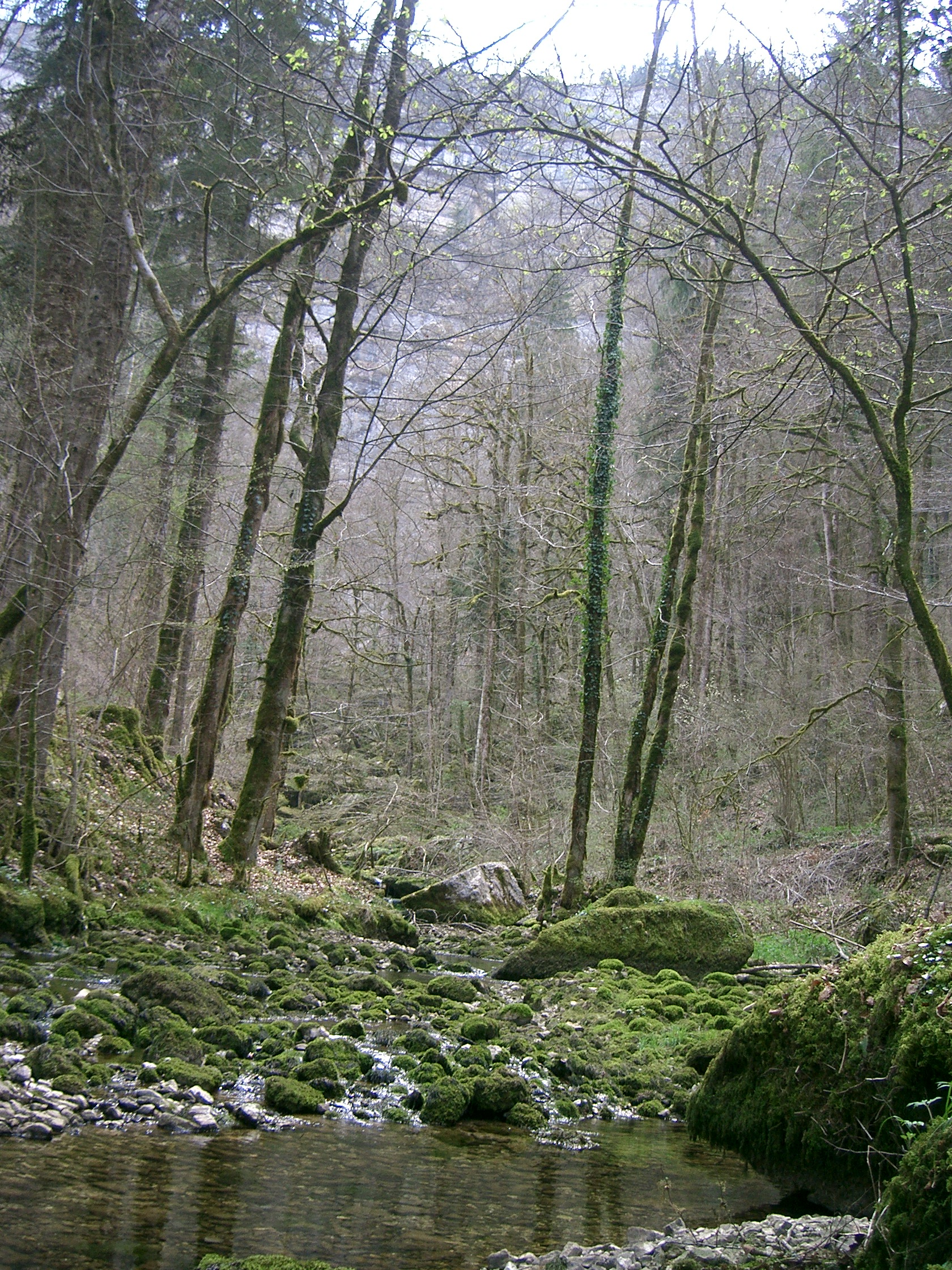
Source de la Balerne au fond de la reculée.
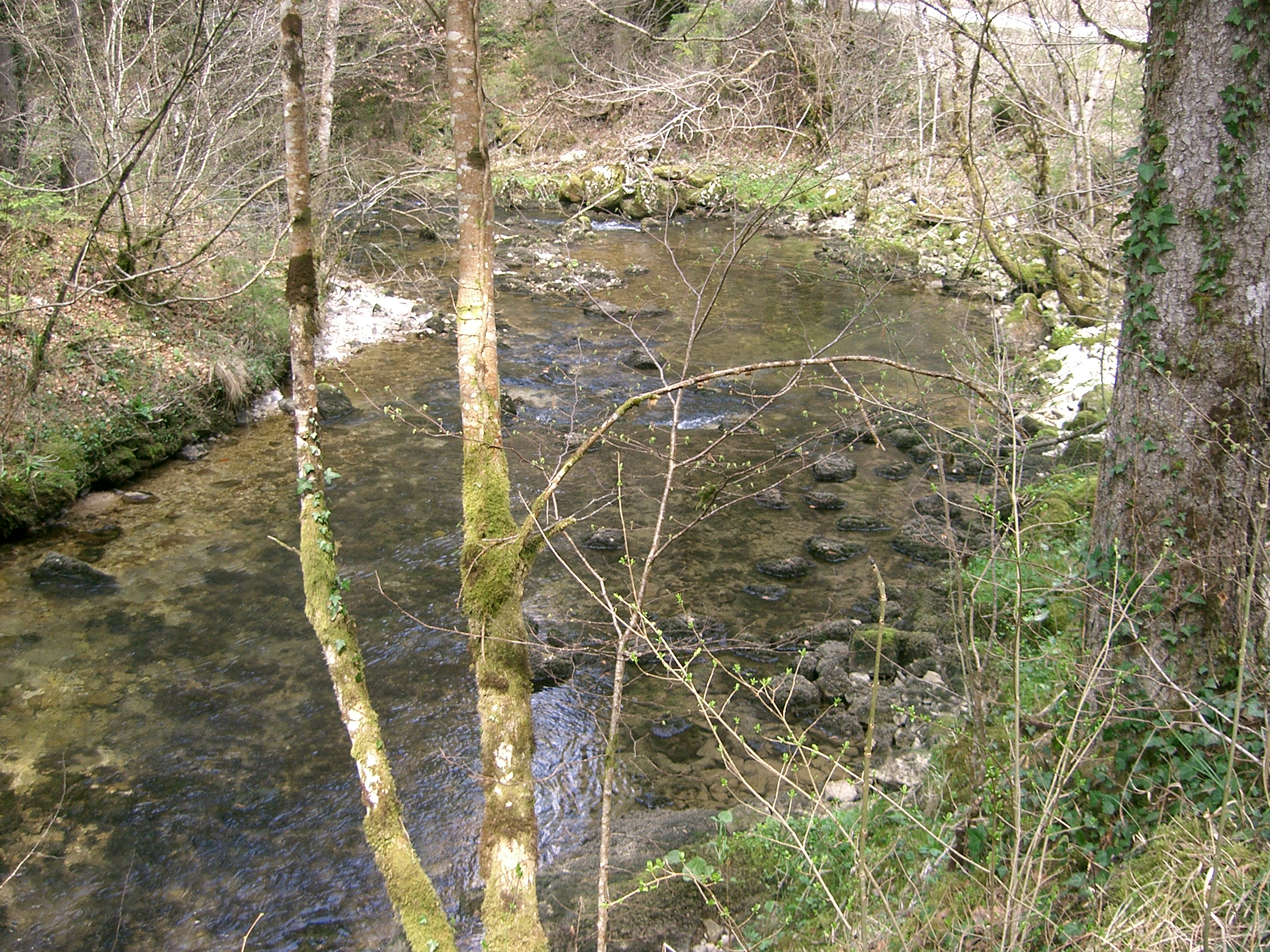
La Balerne près de l'ancienne abbaye.
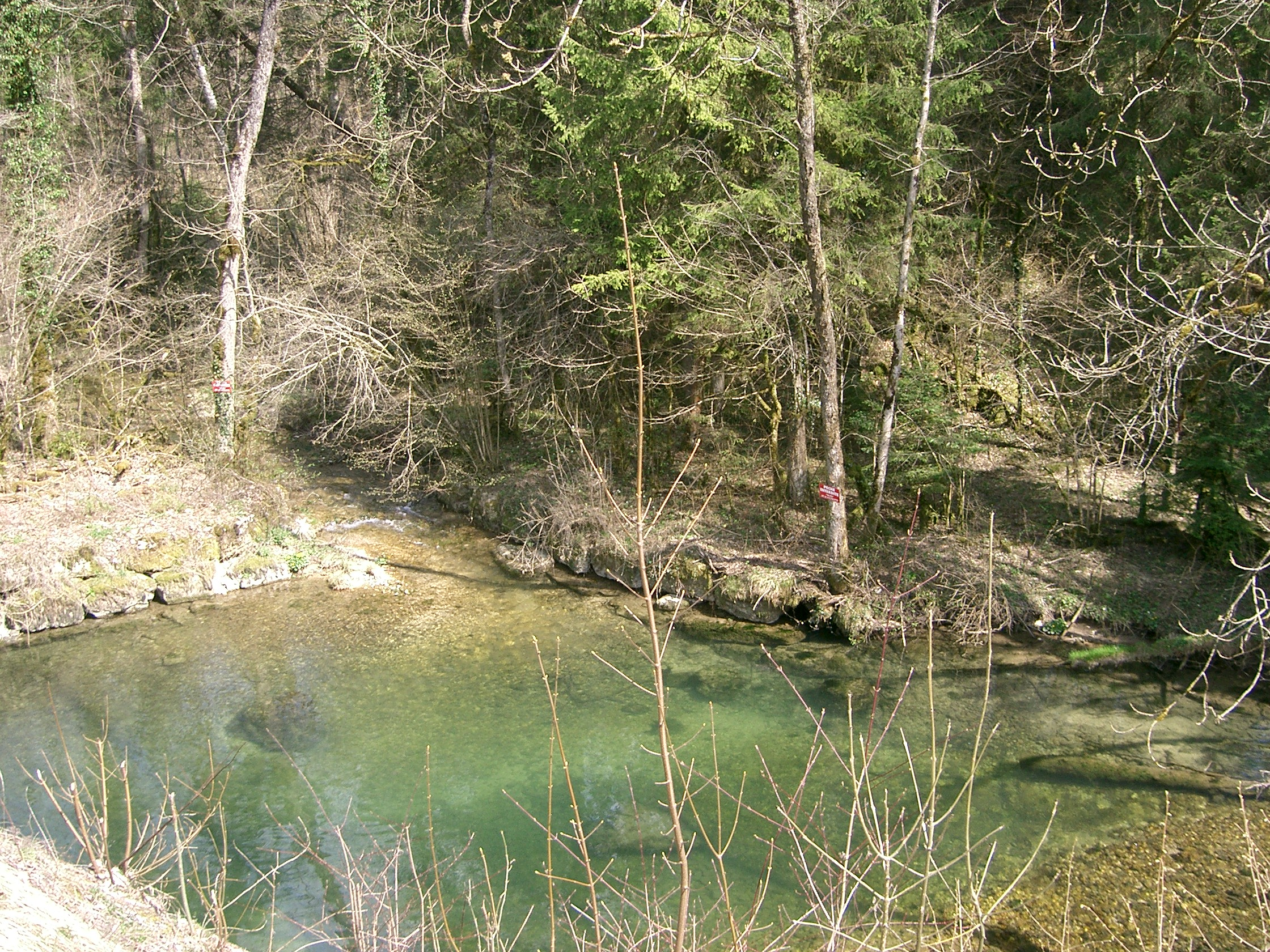
Confluent avec le ruisseau du Drye.